# Christian Schmidt (Unternehmer, 1844)

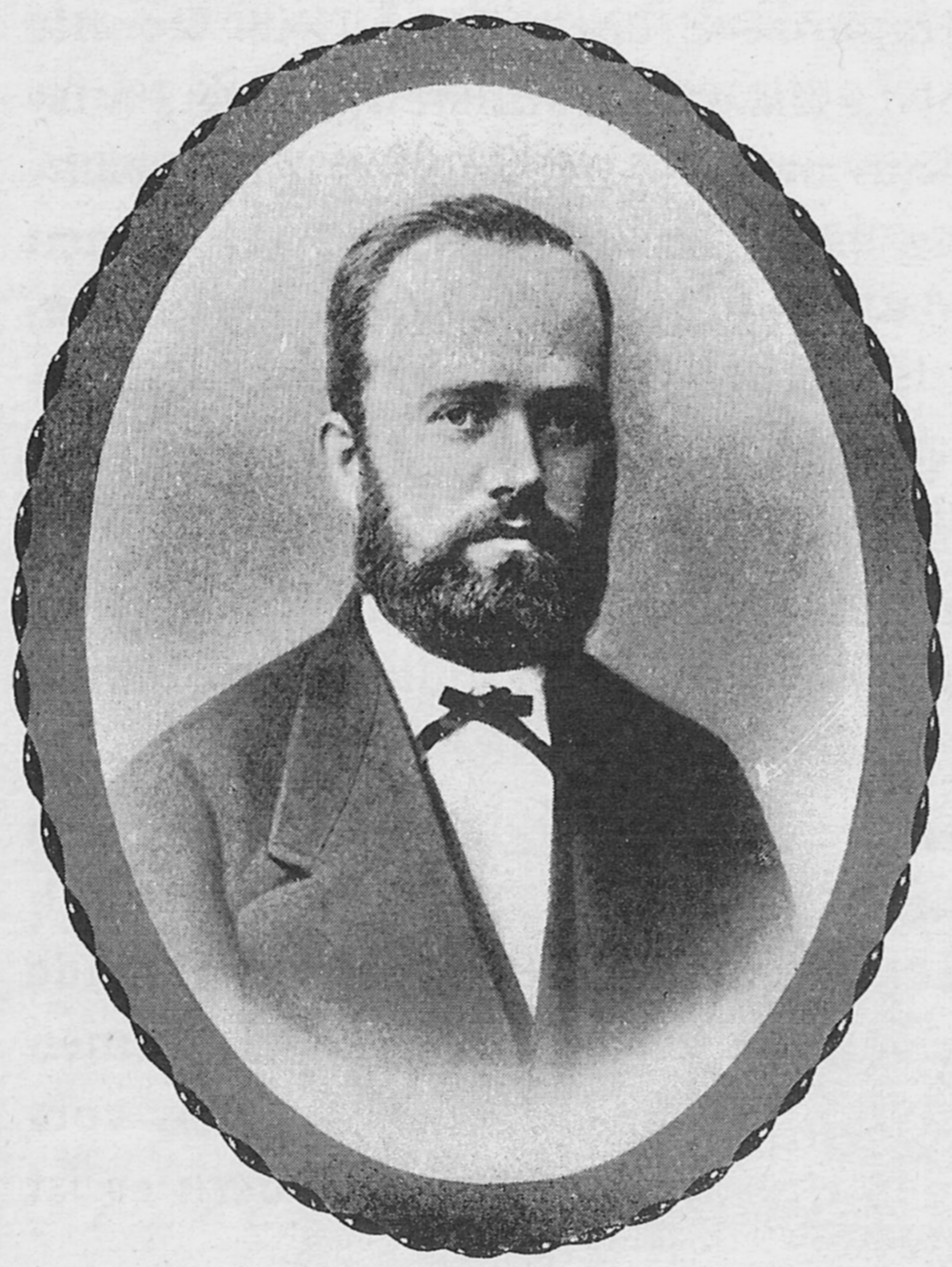
Christian Schmidt, um 1884

Christian Gottlob Schmidt (* 6. August 1844 in Bietigheim; † 24. Februar 1884 in Neckarsulm) war ein deutscher Unternehmer und Mitbegründer der Neckarsulmer Strickmaschinenfabrik AG, die in den 1950er Jahren unter dem Namen NSU Werke AG oder kurz NSU als größter Zweiradhersteller der Welt bekannt wurde.

## Leben
Christian Schmidt wurde am 6. August 1844 in Bietigheim an der Enz als Sohn eines Lehrers geboren. Er beendete 1860 seine Lehre als Schlosser-Geselle in Urach. Am 17. Oktober 1875 heiratete er Luise Katharina Banzhaf, am 19. August 1876 wurde sein einziger Sohn Karl August in Riedlingen geboren.
Im Jahre 1873 übernahmen Christian Schmidt und Heinrich Stoll in Riedlingen an der Donau eine Mechanische Werkstätte zur Herstellung von Strickmaschinen. Auf Grund von Streitigkeiten trennten sich Schmidt und Stoll im Jahre 1876. Stoll gründete einige Jahre später ein eigenes Unternehmen in Reutlingen. Schmidt suchte wegen der beengten Räumlichkeiten und der unzureichenden Wasserkraft am Donaukanal einen besseren Produktionsstandort. Er kaufte in Neckarsulm am 1. April 1880 die Brunnersche Säg- und Gipsmühle an der Sulm für 18.000 Mark. Ende Juni 1880 erfolgte der Umzug nach Neckarsulm. Die Belegschaft bestand 1880 aus sieben Arbeitern und zwei Beamten, wie die Büroangestellten damals hießen. Die Neckarsulmer Strickmaschinen wurden auf der Stuttgarter Ausstellung 1881 mit einem Preis ausgezeichnet.
Christian Schmidt starb am 24. Februar 1884 in Neckarsulm. Vorher beschlossen die nächsten Verwandten noch mit Zustimmung des Sterbenden die Gründung einer Aktiengesellschaft. Diese Neckarsulmer Strickmaschinenfabrik AG wurde am 27. April 1884 mit einem Startkapital von 50.000 Mark gegründet. Direktor wurde der Schwager von Christian Schmidt, Kommerzienrat Gottlob Banzhaf (* 1858; † 1930). Die Fabrik stellte später unter dem Markenzeichen NSU Fahrräder und Motorräder her und entwickelte sich Mitte der 1950er Jahre zum – nach Stückzahlen – größten Zweiradhersteller der Welt.

## Andenken
In Neckarsulm gibt es die Christian-Schmidt-Schule, eine Gewerbliche Kreisberufs- und Fachschule, die an ihn erinnert. Weiterhin befindet sich nordwestlich der Altstadt im Schnittpunkt von Gottlieb-Daimler-, Felix-Wankel- und NSU-Straße der Christian-Schmidt-Platz, an dem das 2005 eröffnete Audi Forum steht.